# 江應禎
江應禎（1551年—？），字興甫，號凤宇，四川敘州府隆昌縣民籍，富順縣人。

## 生平
八月十五日生，行一，治《書經》，由縣學生中式四川鄉試第十三名舉人，年三十歲中式萬曆八年（1580年）庚辰科會試中式第一百九十七名，第三甲第二百零四名進士。户部觀政，九年授大理寺评事，十一年升寺副，十四年升寺正，十五年升雲南知府，卒。

## 家族
曾祖江志鑾，壽官；祖江鶚，壽官；父江汝進；母彭氏。重慶下，妻戴氏，弟應祿；應宿（監生）。